# اوسچی

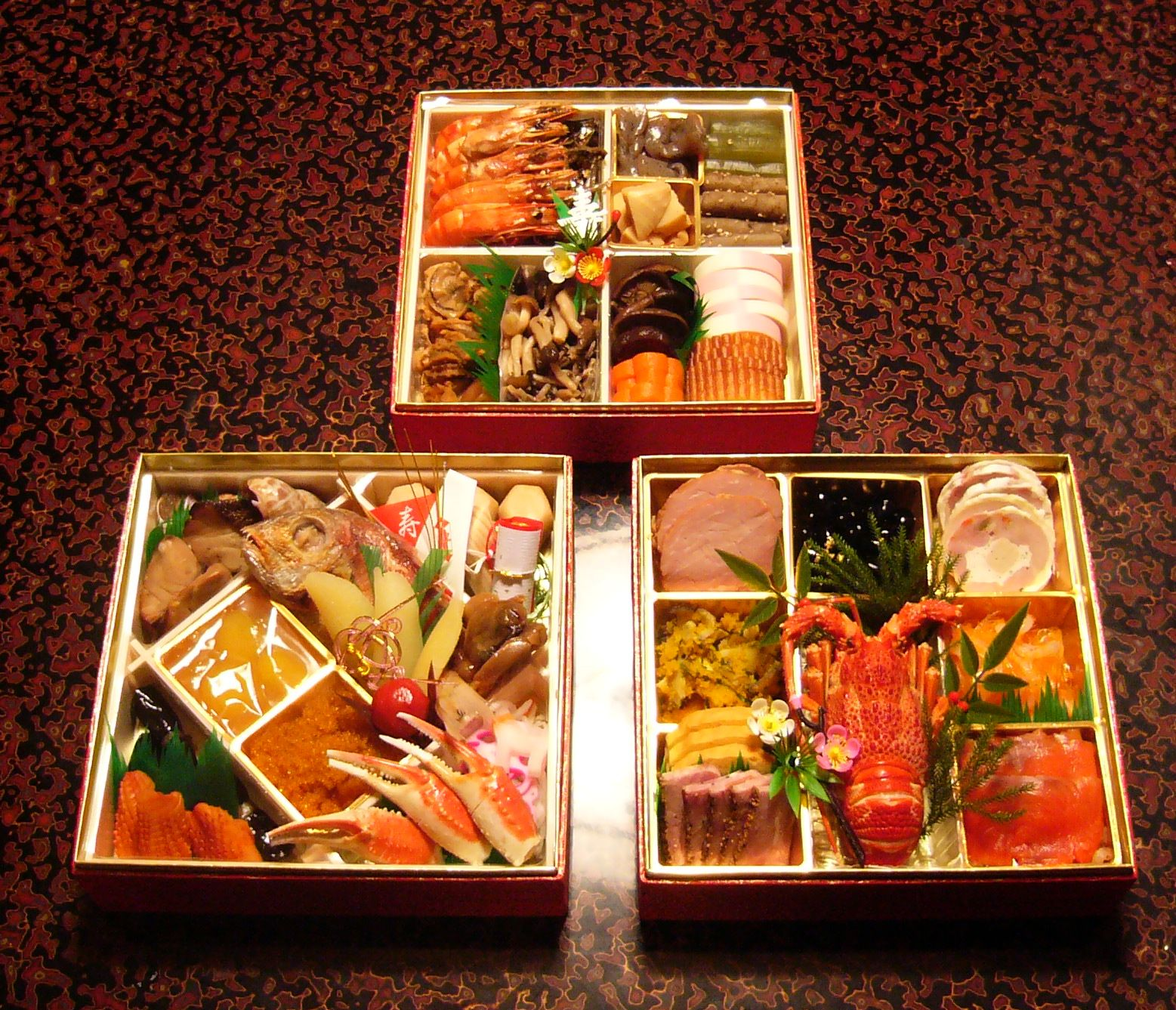
اوسِچی در درون جوباکو

اوسِچی (به ژاپنی: 御節 おせち Osechi) یا غذاهای سال نو ژاپن غذاهای سنتی ژاپنی است که در برخی از جشن‌ها به‌خصوص جشن سال نوی ژاپنی (اول ژانویه) تهیه می‌شود. ریشهٔ واژهٔ اوسِچی زبان چینی است و در ارتباط با پنج سه‌چی‌اِ یا بارعام عمومی است که در زمان جشن‌ها از دوره نارا (۷۹۴–۷۱۰ میلادی) در باغ کاخ امپراتور برگزار می‌شده‌است. این جشن‌های پنجگانه در دوره ادو در بین عموم مردم نیز گسترش یافت اما در ششمین سال دوره میجی انجام چنین ملاقات‌هایی با امپراتور و انجام جشن در کاخ او ملغی شد.
از خصوصیات اوسِچی اینست که در ظرف‌هایی سه طبقه و چهارگوش بنام جوباکو (به ژاپنی: 重箱 jūbako) که به ظرف‌های اوبنتو (غذای همراه) شباهت دارد، تهیه می‌شود. رسم تهیه اوسِچی در هنگام سال نو از آنجا به وجود آمده‌است که در طول سه روز اول سال جدید استفاده از کوره برای تهیهٔ وعده‌های غذایی آشپزی تابو بوده‌است و به جز در هنگام پخت و پز زونی (سوپی که در داخل آن موچی (برنج) بکار می‌رود) از کوره در این مدت استفاده نمی‌شده‌است. رسم بر این است که اوسِچی قبل پایان سال گذشته تهیه شده، و پختن آن‌ها در سال جدید انجام نشود.